# 국도 제221호선 (중국)
국도 제221호선(중국어: 221国道)은 헤이룽장성 하얼빈시에서 퉁장시까지 이어주는 일반 국도로, 총 연장은 668km이다. 그러나 해당 국도를 관통하고 있는 성은 헤이룽장성이 유일하다.

## 주요 경유지
주요 경로 및 거리는 다음과 같다.
| 주요 경로 및 거리 |           |
| \| 도시 \| 거리 (km) \| \| ------------------- \| --------- \| \| 헤이룽장성 하얼빈시 \| 0 \| \| 헤이룽장성 빈현 \| 65 \| \| 헤이룽장성 팡정현 \| 185 \| \| 헤이룽장성 이란현 \| 288 \| \| 헤이룽장성 자무쓰시 \| 393 \| \| 헤이룽장성 화촨현 \| 436 \| \| 헤이룽장성 지셴현 \| 491 \| \| 헤이룽장성 푸진시 \| 591 \| \| 헤이룽장성 퉁장시 \| 668 \| |           |
| 도시 | 거리 (km) |
| 헤이룽장성 하얼빈시 | 0         |
| 헤이룽장성 빈현 | 65        |
| 헤이룽장성 팡정현 | 185       |
| 헤이룽장성 이란현 | 288       |
| 헤이룽장성 자무쓰시 | 393       |
| 헤이룽장성 화촨현 | 436       |
| 헤이룽장성 지셴현 | 491       |
| 헤이룽장성 푸진시 | 591       |
| 헤이룽장성 퉁장시 | 668       |

## 같이 보기
- 중화인민공화국의 일반 국도